# Alex Zanardi
Alessandro "Alex" Zanardi, född 23 oktober 1966 i Bologna, är en italiensk racerförare.

## Racingkarriär
Zanardi debuterade i formel 1 1991 där han var aktiv till 1994 och även 1999. Hans bästa resultat är en sjätteplats i Brasiliens Grand Prix 1993. Han är mest känd i formel 1 för sitt misslyckande att ta poäng när han körde en hel säsong med Williams säsongen 1999.
Zanardi blev mästare i CART 1997 och 1998 i stallet Chip Ganassi Racing. Under CART-deltävlingen på EuroSpeedway Lausitz i Tyskland 2001 ledde Zanardi loppet, men en dålig utgång ur depån gjorde att han snurrade runt och blev påkörd av kanadensaren Alex Tagliani, som inte hade en chans att väja. Taglianis bil gick rakt in i cockpiten, vilket gjorde att Zanardis ben skadades allvarligt. Han blev tvungen att amputera båda benen från knäna och nedåt, medan Tagliani klarade sig med lindrigare skador och kom att bli fullt återställd. 2003 kom Zanardi tillbaka och fick då köra en specialtillverkad bil i ETCC.
2005 körde Zanardi i WTCC med stallet BMW Team Italy-Spain och lyckades ta en seger på Oschersleben. Zanardi hade kommit på åttonde plats i det första heatet och fick därmed starta från första plats i heat två med en omvända startordningen. Zanardi höll länge en säker ledning till konkurrenterna men på det sista varvet blev han hårt pressad av både Jörg Müller och Andy Priaulx. Müller gjorde ett försök att köra om med bara några kurvor kvar av loppet, men kom i stället något utanför banan och tappade även andraplatsen till Priaulx.
Zanardi körde även de kommande säsongerna för BMW och vann både 2008 och 2009 de första heaten på Brno i Tjeckien, men han lyckades aldrig utmana om de högre placeringarna i mästerskapet.
Zanardi var en av de 10 001 personer som deltog i fackelstafetten inför Olympiska vinterspelen 2006 i Turin.

## Parasport
Efter avslutad racingkarriär bytte Zanardi till parasport och handcykel.
2007 kom han fyra i New York City Marathon efter bara fyra veckors träning. Och 2011 vann han handcyklingsklassen. 
5 september 2012 vann han tempoloppet i H4-klassen vid Paralympiska sommarspelen  i London.
Två dagar senare vann han även linjeloppet och den 8 september var han en del av det italienska laget som kom tvåa i mixedstafetten.
Vid de paralympiska spelen i Rio de Janeiro 2016 tog han åter två guldmedaljer och ett silver. Ett av guldmedaljerna fick han när det italienska laget denna gången segrade i den paralympiska mixedstafetten. De två andra medaljerna var individuella varav det ena var en silvermedalj i landsvägscykling.
Han har även varit framgångsrik i triathlon.
19 juni 2020, deltog Zanardi i Obiettivo tricolore, ett landsvägslopp för paracyklister och var med om en allvarlig olycka. Enligt Gazzetta dello Sport, tappade Zanardi kontrollen över sin handcykel vid en utförskörning och kom över på fel sida och krockade med en lastbil. Han flögs med helikopter till sjukhus i  Siena och har därefter flyttats till intensivvårdsavdelning på ett sjukhus i Milano.

## F1-karriär
| Säsong | Stall/Tillverkare   | Poäng | Placering |
| ------ | ------------------- | ----- | --------- |
| 1991   | Jordan-Ford         | 0     | –         |
| 1992   | Minardi-Lamborghini | 0     | –         |
| 1993   | Lotus-Ford          | 1     | 21        |
| 1994   | Lotus-Mugen Honda   | 0     | –         |
| 1999   | Williams-Supertec   | 0     | –         |